# Јарен
Јарен (енгл. Yaren) је дистрикт и de facto административно средиште државе Науру у Тихом океану у оквиру Микронезије. Науру је једина независна држава на свету која званично нема свој главни град, па Јарен, као седиште Владе, само статистички од стране УН носи ту титулу. Град се налази на југу острва и захвата површину од око 1,5 km². У њему живи приближно 1.100 становника. Јарен је седиште Парламента, у њему се налази неколико значајних објеката и међународни аеродром.

## Становништво
| Година       |
| Становништво |
| ------------ |

## Галерија
- Зграда Владе Науруа
- Међународни аеродром
- Мапа града